# افلاک (یورغیر)
افلاک (به ترکی استانبولی: Aflak) یک منطقهٔ مسکونی در ترکیه است که در یورغیر واقع شده‌است.